# غابة الموت: الغابة الميتة
غابة الموت: الغابة الميتة (بالجاوية: Alas Pati: Hutan Mati)‏؛ (بالإندونيسية: Alas Pati: Hutan Mati)‏ هو فيلم رعب إندونيسي تم إصداره في 24 مايو 2018. هذا الفيلم من بطولة نيكيتا ويلي. هذا الفيلم يدور حول غابة الموت.

## طاقم العمل
- نيكيتا ويلي

## روابط خارجية
- غابة الموت: الغابة الميتة على موقع IMDb (الإنجليزية)
- غابة الموت: الغابة الميتة على موقع قاعدة بيانات الفيلم (الإنجليزية)
- غابة الموت: الغابة الميتة على موقع ليتربوكسد (الإنجليزية)